# Tour Narigón del siglo
Es la séptima gira realizada por la banda de rock argentino Divididos. Comenzó el 15 de abril de 2000 y terminó el 28 de junio de 2002, y fue hecha para presentar su sexto disco, Narigón del siglo. La presentación del disco se realizó en dos funciones en el estadio Luna Park, donde volvieron a tocar en agosto luego de dar varios shows por el país. En septiembre, la banda participa en el Festival Argentino de Música y Cine desarrollado en Inglaterra. Esta gira se destaca por contar un sinfín de invitados. Participaron también del Festival Rock Al Parque 2000, y realizan los últimos shows del año para continuar con la gira al año siguiente. En 2002 brindan varios shows por el país y el exterior, hasta que luego regresan a la Argentina para darle forma al sucesor, que se titula Vengo del placard de otro.

## Lanzamiento del disco y gira

### 2000
El 15 de marzo sale este disco, titulado Narigón del siglo y grabado en los estudios Abbey Road de Londres. El disco lleva el subtítulo Yo te dejo perfumado en la esquina para siempre. El nombre proviene de uno de los temas de este disco, titulado Tanto anteojo. Contiene 13 temas, de los cuales tres contienen su respectivo video. El disco es presentado el 15 de abril en el Museo de Arte Moderno, y 13 días después se realiza la presentación oficial de este. Tuvo lugar el 28 de abril del 2000 en el estadio Luna Park. Por localidades agotadas, tuvo que agregarse una nueva función para el día 29 de abril. El recital contó con la participación de DJ Zuker, Jaime Torres, el ex Redondos Tito Fargo, Alejandro Terán y su octeto de cuerdas, y por último Alambre Gonzàlez y Martín Aloé. El 7 de mayo participaron del concierto a beneficio de la comunidad wichí, que tuvo lugar en la mítica discoteca Cemento. Tocaron junto a La Renga y Callejeros. El 19 de mayo tocaron en el estadio de Rafaela. A su vez, el cantante y guitarrista de Divididos se ocupa de la producción del quinto disco de estudio de La Renga, el sexto en la trayectoria de la banda, y se titula La esquina del infinito. Este disco es presentado con dos shows en el estadio de Ferro y con shows en el interior. Y luego se ocupa de producir Verde paisaje del infierno, el sexto disco de Los Piojos, que fue presentado el 16/12/2000 en el estadio de Atlanta. El 15 de junio tocan en Bahía Blanca durante el ciclo Telecom on Tour. Este recital fue patrocinado por dicha empresa telefónica. El 17 tocan en el Estadio Pacífico, donde lo harían Los Piojos en 2004. El 8 de julio tocan en el estadio Polideportivo de Gimnasia y Esgrima, de la ciudad de La Plata. El 10 de julio tocan en el Auditorio Nacional en un concierto experimental para la desaparecida radio Supernova. La formación de la banda en ese recital se amplió a nueve músicos, que fueron los siguientes: Ricardo Mollo (guitarra y voz), Tito Fargo (guitarra), Alambre González (guitarra), Marcos Pusineri y Julio Morales (percusión), Nico Cota (teclados), Javier Casalla (violín), Jorge Araujo (batería) y Diego Arnedo (bajo). El 14 de julio, la banda parte con rumbo hacia Neuquén para tocar en el estadio Ruca Che. El 4 y 8 de agosto dan recitales en la discoteca Go! de Mar del Plata y otra vez en el Polideportivo de Gimnasia de La Plata, como en aquel 8 de julio. El 12 de agosto, la banda participa en la Fiesta de la Pachamama, que tuvo lugar en el Cerro Pucará, en la Ciudad de Tilcara, en Jujuy. Contaron con la participación de músicos de esa zona, y fueron los siguientes: Ricardo Vilca y su banda en Guanuqueando (este tema salió en Vengo del placard de otro), Fortunato Ramos en Mañana en el Abasto, Jaime Torres en Qué ves, Tukuta Gordillo y Verónica Condomí en Vientito del Tucumán y por último el Grupo Chakra en Misachico de cangrejillos. El 19 de agosto vuelven a Rosario, y una semana después se produce el regreso al estadio Luna Park luego de unos meses. Los recitales tuvieron lugar el 25 y 26 de agosto. Contaron nuevamente con Tito Fargo, Martín Aloé y Alambre González y también participaron de la velada Verónica Condomí y el Chango Spasiuk. El 9 de septiembre, Divididos toca en la XXI Fiesta Nacional del Inmigrante, que tuvo lugar en Oberá, Misiones. Volvieron a contar con el Chango Spasiuk en El toro y Little Wing, este último de Jimi Hendrix. El 13 de septiembre parten por primera vez en su carrera a Inglaterra para participar del Festival Argentino de Música y Cine, que tuvo lugar en la capital británica. Allí participaron León Gieco, Illya Kuryaki and The Valderramas, Jaime Torres, Víctor Heredia y otros más. Luego de aquel show, la banda regresa a Sudamérica, tocando los días 15 y 16/10/2000 en el Parque Simón Bolívar y La Media Torta. Esos recitales se desarrollaron en el Festival Rock al Parque 2000. En esa sexta edición participaron junto a Manu Chao y Los Pericos, entre otros, y el 22 de octubre vuelven a tocar en Argentina, para dar un recital en el Estadio Salta Club. Luego de esos multitudinarios recitales, la banda llega a México para tocar en el Foro Sol, participando del Vive Latino 2000, el día 12 de noviembre. El día 16 vuelven a tocar nuevamente en Argentina, siendo los encargados de telonear a Fishbone. Finalmente, para despedir un excelente año, tocan en Corrientes el 2 de diciembre en el marco del Quilmes Rock & Pop y realizan dos shows en el estadio Obras tras un año y un par de meses de ausencia. El primer recital fue un show temático con los temas de 40 dibujos ahí en el piso, La era de la boludez y Gol de mujer. Contaron con Javier Casalla, Alambre González, Omar Mollo y Tito Fargo. En cambio, el segundo concierto en Obras fue un show temático con temas de Acariciando lo áspero, Otroletravaladna y Narigón del siglo. Fue así que coronaron su año.

### 2001
En 2001 siguen con las presentaciones de Narigón del siglo, más conocido como "el disco verde". En ese mismo año ganaron el Premio Gardel 2001 en las ternas Mejor disco, Mejor realización y Mejor banda de rock. El primer recital del año tuvo lugar el 6 de enero en Ushuaia, Tierra del Fuego, con en canal de Beagle de fondo. El recital se realizó bajo el ciclo Argentina en Vivo II. Participaron varios músicos en casi todos los temas de la banda. Este recital estuvo dedicado a muchos jóvenes que se encontraban en centros de rehabilitación debido a sus adicciones. 11 días después participan del Buenos Aires Hot Festival, junto a bandas y solistas como Oasis, Ratones Paranoicos (banda con influencias de The Rolling Stones que tuvo la oportunidad de telonear a los ingleses en sus 5 shows en el estadio de River), Beck, Neil Young y R.E.M. en un recital que tuvo lugar el 17 de enero en el Campo Argentino de Polo. Contaron con la participación de Gillespi, Alambre González, Tito Fargo y Alejandro Terán y su octeto de cuerdas. El 21 tocan otra vez en Mar del Plata, precisamente en la discoteca Go! como lo habían hecho el año anterior. El 11 de febrero se encargan de cerrar la primera edición del Cosquín Rock, junto a Kapanga, Pez, El Otro Yo y Bersuit Vergarabat, banda que en el pasado comandaba Gustavo Cordera, quien hasta el día de hoy desarrolla su carrera solista. El 17 de marzo vuelven a Rosario para tocar nuevamente en el Centro de Expresiones Contemporáneas. Se realizó al aire libre. El 13 de abril vuelven otra vez a Mar del Plata para tocar nuevamente en la discoteca Go!. El día 30, la banda regresa a La Plata, para dar un concierto en el estadio Polideportivo de Gimnasia y Esgrima. El recital se iba a realizar 23 días antes, pero debido al asalto que sufrió Diego Arnedo, fue postergado. También cabe destacar que Diego fue abruptamente golpeado días antes del show, y tuvo que ser hospitalizado, dejando a la multitud atónita. En junio, la banda realiza dos funciones a sala llena en el estadio Obras. El recital del 2 de junio se iba a realizar originalmente el 24 de mayo, pero por razones que nunca se dieron a conocer, fue postergado. Contaron con la participación de Pappo, Facundo Guevara, Gillespi, Julio Morales, Javier Casalla, Machi Rufino, Mimi Maura, Juan Rodríguez, Marcos Pusineri, Tito Fargo y Martín Aloé. El 16 de junio encaran la ruta hacia Chubut para tocar en el Club Ingeniero Huergo, y luego, 11 días después tocan en la Sala Arena de Madrid. Participaron de la Semana Argentina en Madrid junto a bandas como Babasónicos y Attaque 77, mientras que Divididos se encarga del cierre. Esta fue la primera vez que Divididos tocaba en España, y luego lo harían en 2002 y 2009. Luego del show en Madrid, en julio vuelven a la Argentina para realizar un concierto en el Gimnasio Don Bosco de Bariloche el 12/07/2001. Después tocaron en El Teatro los días 27 y 28. El 11 de agosto, y después de un año, la banda vuelve a Bahía Blanca, dando así un recital en el Club Universitario. Su última visita había sido el 15/06/2000, en el marco del Festival Telecom on Tour. A principios de septiembre tocan en el Anfiteatro Ave Fénix de Juana Koslay, en San Luis. El show tuvo lugar el 1 de septiembre. 20 días después, y ya comenzada la primavera, tocaron en Paraguay el día 21. Participaron del festival gratuito Primavenus, en un recital que tuvo lugar en la capital paraguaya. Fue organizado por la Radio Venus. El 28 y 29 vuelven otra vez a la Argentina para tocar nuevamente en El Teatro. El 5 de octubre tocan en Posadas, dando un recital en el estadio de Guaraní Antonio Franco, y el 1 de diciembre tocan en el estadio Juan Bautista Rocha y luego el 22 de diciembre en El Teatro, despidiendo el año. El recital iba a ser el 21 de diciembre, pero se suspendió a causa de los saqueos que azotaban a la Argentina. En esa época, Ricardo Mollo contrajo relaciones con Natalia Oreiro, su actual esposa. 

### 2002
En 2002 inician un nuevo año tocando el 20 de enero en The Roxy, en donde habían tocado en diciembre del '96. El 9 de febrero la banda cierra la segunda noche de una nueva edición del Cosquín Rock, junto a Catupecu Machu, Riff, Los Piojos, Pappo's Blues, MAM y La Mississippi. El día 23 de febrero vuelven a tocar después de dos meses en el Teatro Colegiales, que hasta hoy en día lleva el nombre de Vórterix. El 16 de marzo, la banda regresa nuevamente a Rosario, volviendo a tocar nuevamente en el Centro de Expresiones Contemporáneas, y el 23 tocan en Jujuy. El 28, la banda cruza por primera vez el charco, llegando a tocar en Uruguay luego de aquel frustrado intento del regreso de Sumo. El recital tuvo lugar en el Anfiteatro Río Uruguay, en donde participaron de la Fieasta de la Cerveza, desarrollada en Paysandú. Contaron con la participación especial de Alambre González, como en casi todas las presentaciones de Divididos. El 20 y 21 de abril tocan otra vez en Argentina, realizando dos conciertos en El Teatro. El 29 de abril se agrega otra función, esta vez a beneficio, y fue organizado por la Radio Cuál Es. El 25 de junio se presentaron en el Festival Latinoamericano de Toulouse, que tuvo lugar en Ribera Río Garonne. Tres días después se presentan en Madrid, y luego regresan a la Argentina para terminar de grabar su nuevo disco, que se titula Vengo del placard de otro.

## Conciertos
| Fecha                    | Ciudad             | País        | Recinto                              |
| ------------------------ | ------------------ | ----------- | ------------------------------------ |
| América del Sur          |                    |             |                                      |
| 7 de abril de 2000       | Córdoba            | Argentina   | Estadio del Centro                   |
| 15 de abril de 2000      | Buenos Aires       | Argentina   | Museo de Arte Moderno                |
| 28 de abril de 2000      | Buenos Aires       | Argentina   | Estadio Luna Park                    |
| 29 de abril de 2000      | Buenos Aires       | Argentina   | Estadio Luna Park                    |
| 7 de mayo de 2000        | Buenos Aires       | Argentina   | Cemento                              |
| 19 de mayo de 2000       | Rafaela, Santa Fe  | Argentina   | Estadio Nuevo Monumental             |
| 15 de junio de 2000      | Bahía Blanca       | Argentina   | Club Universitario                   |
| 17 de junio de 2000      | Mendoza            | Argentina   | Estadio Pacífico                     |
| 25 de junio de 2000      | Córdoba            | Argentina   | Estadio del Centro                   |
| 8 de julio de 2000       | La Plata           | Argentina   | Polideportivo Gimnasia y Esgrima     |
| 10 de julio de 2000      | Buenos Aires       | Argentina   | Auditorio Radio Nacional             |
| 14 de julio de 2000      | Neuquén            | Argentina   | Estadio Ruca Che                     |
| 4 de agosto de 2000      | Mar del Plata      | Argentina   | Go! Disco                            |
| 8 de agosto de 2000      | La Plata           | Argentina   | Polideportivo Gimnasia y Esgrima     |
| 12 de agosto de 2000     | Tilcara            | Argentina   | Cerro Pucará                         |
| 19 de agosto de 2000     | Rosario            | Argentina   | Centro de Expresiones Contemporáneas |
| 25 de agosto de 2000     | Buenos Aires       | Argentina   | Estadio Luna Park                    |
| 26 de agosto de 2000     | Buenos Aires       | Argentina   | Estadio Luna Park                    |
| 9 de septiembre de 2000  | Oberá              | Argentina   | Parque de las Naciones               |
| Europa                   |                    |             |                                      |
| 13 de septiembre de 2000 | Londres            | Reino Unido | Barbican Center                      |
| América del Sur          |                    |             |                                      |
| 15 de octubre de 2000    | Bogotá             | Colombia    | La Media Torta                       |
| 16 de octubre de 2000    | Bogotá             | Colombia    | Parque Simón Bolívar                 |
| 22 de octubre de 2000    | Salta              | Argentina   | Estadio Salta Club                   |
| América del Norte        |                    |             |                                      |
| 12 de noviembre de 2000  | Ciudad de México   | México      | Foro Sol                             |
| América del Sur          |                    |             |                                      |
| 16 de noviembre de 2000  | Buenos Aires       | Argentina   | Cemento                              |
| 2 de diciembre de 2000   | Corrientes         | Argentina   | Club Regatas                         |
| 22 de diciembre de 2000  | Buenos Aires       | Argentina   | Estadio Obras Sanitarias             |
| 23 de diciembre de 2000  | Buenos Aires       | Argentina   | Estadio Obras Sanitarias             |
| 6 de enero de 2001       | Ushuaia            | Argentina   | Puerto del Canal de Beagle           |
| 17 de enero de 2001      | Buenos Aires       | Argentina   | Campo Argentino de Polo\|-           |
| 21 de enero de 2001      | Mar del Plata      | Argentina   | Go! Disco                            |
| 11 de febrero de 2001    | Cosquín            | Argentina   | Plaza Próspero Molina                |
| 17 de marzo de 2001      | Rosario            | Argentina   | Centro de Expresiones Contemporáneas |
| 13 de abril de 2001      | Mar del Plata      | Argentina   | Go! Disco                            |
| 30 de abril de 2001      | La Plata           | Argentina   | Polideportivo Gimnasia y Esgrima     |
| 1 de junio de 2001       | Buenos Aires       | Argentina   | Estadio Obras Sanitarias             |
| 2 de junio de 2001       | Buenos Aires       | Argentina   | Estadio Obras Sanitarias             |
| 16 de junio de 2001      | Comodoro Rivadavia | Argentina   | Club Ingeniero Huergo                |
| Europa                   |                    |             |                                      |
| 27 de junio de 2001      | Madrid             | España      | Sala Arena                           |
| América del Sur          |                    |             |                                      |
| 12 de julio de 2001      | Bariloche          | Argentina   | Gimnasio Don Bosco                   |
| 27 de julio de 2001      | Colegiales         | Argentina   | El Teatro                            |
| 28 de julio de 2001      | Colegiales         | Argentina   | El Teatro                            |
| 11 de agosto de 2001     | Bahía Blanca       | Argentina   | Club Universitario                   |
| 1 de septiembre de 2001  | San Luis           | Argentina   | Anfiteatro Ave Fénix                 |
| 21 de septiembre de 2001 | Asunción           | Paraguay    | Calle Palma                          |
| 28 de septiembre de 2001 | Colegiales         | Argentina   | El Teatro                            |
| 29 de septiembre de 2001 | Colegiales         | Argentina   | El Teatro                            |
| 5 de octubre de 2001     | Posadas            | Argentina   | Estadio Guaraní Antonio              |
| 19 de octubre de 2001    | Córdoba            | Argentina   | Polideportivo General Paz            |
| 1 de diciembre de 2001   | Río Gallegos       | Argentina   | Estadio Juan Bautista Rocha          |
| 22 de diciembre de 2001  | Colegiales         | Argentina   | El Teatro                            |
| 20 de enero de 2002      | Mar del Plata      | Argentina   | The Roxy                             |
| 9 de febrero de 2002     | Cosquín            | Argentina   | Plaza Próspero Molina                |
| 23 de febrero de 2002    | Colegiales         | Argentina   | El Teatro                            |
| 16 de marzo de 2002      | Rosario            | Argentina   | Centro de Expresiones Contemporáneas |
| 23 de marzo de 2002      | Jujuy              | Argentina   | Estadio Federación                   |
| 28 de marzo de 2002      | Paysandú           | Uruguay     | Anfiteatro del Río Uruguay           |
| 20 de abril de 2002      | Colegiales         | Argentina   | El Teatro                            |
| 21 de abril de 2002      | Colegiales         | Argentina   | El Teatro                            |
| 29 de abril de 2002      | Colegiales         | Argentina   | El Teatro                            |
| Europa                   |                    |             |                                      |
| 25 de junio de 2002      | Toulouse           | Francia     | Ribera Río Garonne                   |
| 28 de junio de 2002      | Madrid             | España      | Sala La Riviera                      |

## Países visitados
- Argentina
- Colombia
- España
- Francia
- México
- Paraguay
- Reino Unido
- Uruguay

## Formación durante la gira
- Ricardo Mollo - Voz y guitarra eléctrica (1988-Actualidad)
- Diego Arnedo - Bajo (1988-Actualidad)
- Jorge Araujo - Batería (1995-2004)